# Powiat radzymiński
Powiat radzymiński – historyczny powiat istniejący w latach 1867–1916, 1919–1939 i 1944–1952 na terenie obecnego woj. mazowieckiego. Granice powiatu odpowiadały w przybliżeniu obszarowi dzisiejszego powiatu wołomińskiego. Ośrodkiem administracyjnym był Radzymin.

## 1867–1914
Powiat powstał 1 stycznia 1867 w guberni warszawskiej w Królestwie Polskim krótko po upadku powstania styczniowego, w związku ze zmianami administracyjnymi przeprowadzonymi przez władze carskie. Powiat został utworzony z części dawnego powiatu stanisławowskiego (z części południowo-zachodniej powiatu stanisławowskiego utworzono powiat nowomiński, a część północno-zachodnią włączono do powiatu węgrowskiego). Powiat radzymiński obejmował w oryginalnym składzie:
- dwa miasta: Jadów i Radzymin,
- 14 gmin wiejskich: Cygów, Jadów, Klembów, Małopole, Międzyleś, Mlęcin, Pniewnik, Pogorzelec, Radzymin, Ręczaje, Rudzienko, Słupno, Strachówka i Zabrodzie[2].

W ramach korekty reformy w 1868 roku zniesiono 5 gmin: Cygów (włączoną do gminy Ręczaje), Mlęcin (włączoną do gminy Rudzienko), Pniewnik (włączoną do gminy Strachówka), Pogorzelec (włączoną do gminy Jadów) i Słupno (włączoną do gminy Radzymin). Powiat obejmował odtąd w 2 miata i 9 gmin wiejskich.
13 października 1870 władze rosyjskie zniosły miasto Jadów, włączając je jako osadę do gminy Jadów
W 1872 roku powiat radzymiński obejmował 309 wsi i osad, 99 folwarków i jedno miasto – Radzymin. Ludność powiatu liczyła wówczas 44 942 osoby. Przemysł składał się z kilku gorzelni, 2 browarów, fabryki materiałów drzewnych, 10 cegielni i 2 kaflarni.
W 1889 roku do powiatu radzymińskiego przyłączono gminę Kamieńczyk (utworzoną w 1870 roku ze zniesionego miasta Kamieńczyk) z powiatu węgrowskiego w guberni siedleckiej.

## I wojna światowa
W 1915 roku niemieckie władze okupacyjne wprowadziły administrację cywilną i przekształciły gminę Kamieńczyk w miasto. Równocześnie pozostałe miejscowości gminy (wszystkie położone na prawym brzegu Liwca a należące uprzednio do gminy Łojki) – Brzuza, Burakowskie, Czaplowizna, Gajówka, Gwizdały, Jerzyska, Koszelanka, Łojki, Łosiewice, Nadkole, Rafa, Szynkarzyzna, Szumin i Wywłoka – włączono do powiatu węgrowskiego. Weszły one głównie w skład gminy Łochów, oprócz najdalej na wschód wysuniętych miejscowości (Szynkarzyzna, Czaplowizna i Gajówka), które włączono do gminy Sadowne.
22 marca 1916 generał-gubernator warszawski zarządził likwidację powiatu i tak 16 marca 1916 do powiatu warszawskiego przyłączono gminy Radzymin (w całości) i Ręczaje (w całości), mały fragment gminy Małopole i około połowy gminy Klembów. Pozostałe tereny włączono 22 marca 1916 do powiatu nowomińskiego. Granicę powiatową w gminie Klembów przeprowadzono między wsiami Wola Rasztowska (powiat warszawski) a Roszczep (powiat miński), po czym z obszaru wschodniego, w powiecie mińskim, utworzono nową gminę Tłuszcz; część włączono do gminy Małopole. Zachodnie tereny m.in. z Klembowem powłączano do gmin Radzymin i Ręczaje, po czym gminę Klembów zniesiono.

## 1919–1939
W 1919 reaktywowano powiat radzymiński w odrodzonej Polsce i nowym w woj. warszawskim. Pod względem administracyjnym,
- zachowano utworzoną podczas I wojny światowej gminę Tłuszcz[13],
- przywrócono zniesioną podczas I wojny światowej gminę Klembów, lecz bez obszaru, z którego powstała gmina Tłuszcz[13],
- zachowano drastycznie zmienione podczas I wojny światowej granice gminy Kamieńczyk, której odebrano status miejski, przyłączając do niej jedynie fragment lasów po wschodniej stronie Liwca z niewielkim Szuminem Poduchownym (odłączonym od Szumina)[13],
- 7 lutego 1919 status miasta otrzymał Wołomin, utworzony z obszaru rozparcelowanych folwarków Wołomin, Wołominek i Lipiny, które wyłączono z gminy Ręczaje[14],
- 1 czerwca 1919 od powiatu radzymińskiego odłączono gminę Rudzienko, przyłączając ją do powiatu mińskiego w woj. warszawskim[15][16].

1 lipca 1925 zdecydowano się niewielką gminę Kamieńczyk powiększyć o:
- wsie Fidest Nowy, Fidest Stary, Kółko, Ostrówek[18], Latoszek, Puste Łąki, Skuszew, Świniotop i Selerynówka, folwarki Fidest Zamoyskiego, Ossowszczyzna, Rozalin, Świniotop i Zenówka, kolonie Halin, Przylęgórek[18], Suwiec i Selerynówka, osadę leśną Kokoszczyzna i osadę Kruszyna z gminy Zabrodzie w tymże powiecie;
- wieś Łazy, kolonie Łazy Średnickiego, Łazy Kręciszewskiego, Łazy Traumena, Łazy Buczyńskiego, Łazy-Kolonia oraz osadę Łazy z gminy Jadów w tymże powiecie. Po włączeniu do gminy Kamieńczyk Łaz powstała eksklawa województwa warszawskiego (a zarazem powiatu radzymińskiego) na obszarze województwa lubelskiego (powiatu węgrowskiego), oddzielona od reszty gminy Kamieńczyk pasmem gminy Łochów z wsią Koszelanka[19]. Obszar ten przestał być eksklawą wojewódzką po włączeniu powiatu węgrowskiego do województwa warszawskiego 1 kwietnia 1939[20], lecz eksklawa powiatowa pozostała aż do 1952 roku, kiedy to gromadę Łazy włączono do powiatu węgrowskiego (do gminy Łochów).

1 stycznia 1926 część obszaru gminy Radzymin włączono do miasta Radzymina: wieś Radzymin Kościelny, wieś Radzymin Poduchowny, folwark Radzyminek wraz z nieruchomościami powstałymi z parcelacji tegoż folwarku, wieś Wioskę Radzymińską o obszarze gruntów według rejestrów podatkowych 461 ha 20 a (645 mórg), nieruchomość pod nazwą hipoteczną "Dybów Mały" oraz ziemie otrzymane przez mieszczan, rolników miasta Radzymina w zamian za serwituty z majątku Radzymin Miasto o obszarze 802 ha 3 a według tabeli likwidacyjnej miasta Radzymina.
1 lutego 1926 część obszaru gminy Ręczaje włączono do miasta Wołomina: folwark Wołomin-Dwór, wieś Wołomin, nieruchomość ziemską o obszarze 0,56 ha (1 morga), położoną między plantem kolei warszawsko-wileńskiej a przedmieściem Wołominek oraz część wsi Lipiny A o obszarze 22,4 ha (40 morgów), przylegającą od strony zachodniej do miasta Wołomina, a od strony południowo-wschodniej graniczącą z drogą do wsi Lipiny B.
1 kwietnia 1927 z gminy Zabrodzie wyłączono wieś Waganka, włączając ją do gminy Tłuszcz.
1 października 1928 z części obszaru gminy Radzymin utworzono gminę Kobyłka, która powstała jako gmina wiejska o miejskich uprawnieniach finansowych. W jej skład weszły miejscowości: Chór, Czarna, Grabicz, Janmarki, Kanik-Michlewizna, Kobylak, Kobyłka, Mironów-Górki, Maciołki, Nadarzyn, Turów, Czarna Mała, Sosnówka i Ulasek, folwarki: Czarna Kobyłka i Stary Dwór oraz majątki: Orszagowo, Batorówka, Arkuszewo i Zosinek.
1 lipca 1930 utworzono gminę Urle z części obszaru gmin:
- Jadów (wsie Urle, Borzymy, Pogorzelec i Kaliska oraz majątki Julin, Malwinów, Pogorzelec, Pogorzelec A, Nowy Pogorzelec, Podbrzezie A, Kępa, Gromek i Letnisko Urle),
- Zabrodzie (wsie Iły i Adampol).

1 kwietnia 1933 do gminy Zabrodzie w powiecie radzymińskim przyłączono wsie Młynarze i Grądy z gminy Somianka w powiecie pułtuskim w tymże województwie, położone na południowym brzegu Bugu, lecz na północ od jego starorzecza na skutek zmiany nurtu rzeki.
1 kwietnia 1939 do gminy Kobyłka przyłączono część obszaru gminy Ręczaje, obejmującą gromady Grabicz i Ossów. Tego samego dnia od gminy Zabrodzie wyłączono gromadę Strachów (wieś Strachów oraz letnisko Nadliwie) oraz część gromady Kukawki (niezamieszkane Strachów-Kukawki), które włączono do gminy Kamieńczyk. Wreszcie 1 kwietnia 1939, kosztem gminy Ręczaje, zasilono także po raz trzeci Wołomin, włączając do niego gromadę Sławek oraz część gromady Lipiny Nowe (kolonię Kurp, kolonię Lipiny-Letnisko, kolonię Gródek, osadę Karczemna oraz osady wsi Lipiny A od nr 1 do nr 33 włącznie).

## II wojna światowa
Od 27 października 1939 omawiany obszar należał administracyjnie do dystryktu warszawskiego Generalnego Gubernatorstwa. Przeprowadzono nowe zmiany administracyjne, przyłączając powiat radzymiński do Landkreis Warschau w dystrykcie warszawskim, który w związku z tym zwiększył się o:
- miasta Radzymin i Wołomin,
- gminy: Jadów, Kamieńczyk, Klembów, Kobyłka, Małopole, Międzyleś, Radzymin, Ręczaje, Strachówka, Tłuszcz, Urle i Zabrodzie[29].

W 1940 roku okupant zniósł gminę Urle, włączając jej obszar do dwóch gmin:
- do gminy Jadów – gromady Borzymy i Urle,
- do gminy Kamieńczyk – gromady Adampol, Iły, Kaliska i Pogorzelec.

W 1943 roku okupant zniósł gromadę Grabie w gminie Ręczaje, dzieląc ją na Grabie Nowe i Grabie Stare, a Ręczaje Nowe przemianował na Ręczaje Niemieckie.
Ze względu na znaczną odległość siedziby starosty warszawskiego do części stanowiącej przed wojną powiat radzymiński, Niemcy utworzyli dla niej w Radzyminie ekspozyturę powiatu warszawskiego (tzw. Landkomisariat).

## 1944–1952
Po II wojnie światowej przywrócono w dawnych granicach powiat radzymiński w województwie warszawskim. Odnośnie składu administracyjnego, jedynie gminy Urle nie przywrócono, zachowując jej podział na wzór władz okupacyjnych.
1 lipca 1948 od gminy Strachówka odłączono gromadę Pniewnik, włączając ją do gminy Borze w powiecie węgrowskim w województwie warszawskim.
1 stycznia 1949 utworzono gromady Grabie Nowe i Grabie Stare ze zniesionej gromady Grabie w gminie Ręczaje oraz gromadę Kowalicha z części gromady Marianów w gminie Małopole. W gminie Strachówka powstała także nowa gromada Jaczewek.
1 stycznia 1949 zniesiono gminę Małopole, po czym z jej obszaru utworzono gminę Dąbrówka z siedzibą w Dąbrówce.

## Zniesienie powiatu radzymińskiego
1 lipca 1952 roku siedzibę powiatu radzymińskiego przeniesiono z Radzymina do przerastającego go Wołomina, zmieniając równocześnie nazwę powiatu wołomińskiego na wołomiński.

### Zmiany dodatnie
Nowy powiat wołomiński otrzymał zmieniony kształt, kiedy to przyłączono do niego 1 miasto i 22 gromady (6,53% jednostek) ze zniesionego powiatu warszawskiego:
- miasto Rembertów;
- zredukowaną obszarowo gminę Okuniew (7 z 21 gromad):
  - gromady: Budziska, Kamionek, Michałów, Okuniew, Ostrowik, Trzcinka i Zabraniec[40];
- zredukowaną obszarowo gminę Marki, której cały obszar znalazł się jednak w powiecie wołomińskim:
  - 3 gromady, które pozostały przy gminie Marki (Brzeziny, Grodzisk i Marki),
  - 2 gromady, które weszły w skład nowo utworzonej gminy Pustelnik (Pustelnik i Struga),
  - 2 gromady, które weszły w skład nowo utworzonej gminy Ząbki (Drewnica i Ząbki),
  - 1 gromadę, którą włączono do gminy Zielonka (Siwki);
- część gminy Nieporęt:
  - 6 gromad, które weszły w skład nowo utworzonej gminy Pustelnik (Augustów, Augustówek, Kąty Grodziskie, Kobiałka, Olesin i Wojdy)[41].

### Zmiany ujemne
Granica powiatu wołomińskiego zmieniła się też przez odłączenie od niego 18 gromad należących dotąd do powiatu radzymińskiego:
- 3 gromady (Beniaminów[44], Rynia i Wólka Radzymińska) wyłączono z gminy Radzymin i włączono do gminy Nieporęt w nowo utworzonym powiecie nowodworskim;
- część obszaru miasta Radzymina (enklawę Pod Dąbkowizną o powierzchni 38,4 ha oraz półenklawę Łąki) włączono do gromady Beniaminów (dotąd w gminie Radzymin), którą z kolei włączono do gminy Nieporęt w nowo utworzonym powiecie nowodworskim;
- gromadę Skuszew wyłączono z gminy Kamieńczyk i włączono do miasta Wyszkowa w powiecie pułtuskim (wyłączono ją ponownie 5 października 1954[45]);
- gromadę Łazy wyłączono z gminy Kamieńczyk i włączono do gminy Łochów w powiecie węgrowskim;
- 7 gromad (Adampol, Jaczewek, Marysin, Modecin, Radoszyna, Wiktoria i Zakrzew) wyłączono z gminy Strachówka i włączono do gminy Borze w powiecie węgrowskim – 6 z nich (oprócz Zakrzewa) weszło dwa miesiące później w skład nowej gminy Trawy[46];
- 4 gromady (Drop, Ruda-Pniewnik, Rynia i Wólka Kobylańska) wyłączono z gminy Strachówka i włączono do gminy Rudzienko w powiecie mińskim;
- 2 gromady (Papiernia i Retków) wyłączono z gminy Międzyleś i włączono do gminy Stanisławów w powiecie mińskim.

### Zmiany wewnętrzne
Ponadto zmieniły się niektóre granice gmin wewnątrz powiatu wołomińskiego, a należących dotychczas do powiatu radzymińskiego; zniesiono też dwie gromady:
- gromadę Nadma wyłączono z gminy Radzymin i włączono do nowej gminy Pustelnik (w powiecie wołomińskim);
- 3 gromady (Kobylak, Turów i Zosinek) wyłączono z gminy Kobyłka i włączono do gminy Zielonka (w powiecie wołomińskim);
- gromadę Aleksandrów wyłączono z gminy Radzymin i włączono do miasta Radzymina (w powiecie wołomińskim);
- gromadę Sosnówka zniesiono i włączono do gromady Antolek w gminie Kobyłka (w powiecie wołomińskim), oprócz części położonej na wschód od osi ulicy Koziej, którą włączono do miasta Wołomina (w powiecie wołomińskim);
- gromadę Nowa Wieś i osiedle Lipiny-Kąty wyłączono z gminy Ręczaje i włączono do miasta Wołomina (w powiecie wołomińskim);
- część obszaru miasta Radzymina (enklawę Za Łosiem o powierzchni 104 i 3,9 ha) włączono do gromady Łosie w gminie Radzymin (w powiecie wołomińskim);
- część obszaru miasta Radzymina (enklawę Pod Arciechowem o powierzchni 11 ha) włączono do gromady Arciechów w gminie Radzymin (w powiecie wołomińskim).

## Dalsze losy
Powiat wołomiński zlikwidowano w 1975 i przywrócono w 1999 w związku z kolejnymi reformami administracyjnymi.